# Wolverhampton Wanderers F.C.
Câu lạc bộ bóng đá Wolverhampton Wanderers (Wolverhampton Wanderers Football Club), cũng thường được gọi tắt là Wolves là một câu lạc bộ bóng đá chuyên nghiệp có trụ sở tại Wolverhampton, vùng West Midlands của Anh và hiện đang chơi ở Premier League. Câu lạc bộ được thành lập vào năm 1877. Trong lịch sử, Wolves đã có những ảnh hưởng lớn. Trong đó đáng chú ý nhất là việc họ là một trong những thành viên sáng lập của Liên đoàn Bóng đá Anh, cũng như có đóng một vai trò quan trọng trong việc thành lập ra các Cúp châu Âu, sau này trở thành UEFA Champions League.
Wolves đã giành FA Cup hai lần trước khi Chiến tranh thế giới thứ nhất nổ ra. Wolves củng cố danh tiếng của họ khi được dẫn dắt bởi huấn luyện viên huyền thoại và cũng là cựu cầu thủ Stan Cullis. Sau Chiến tranh thế giới thứ hai, Wolves bước vào thời kì hoàng kim khi Vô địch First Divison (giải đấu tương đương Ngoại hạng Anh hiện nay) ba lần và FA Cup hai lần trong khoảng thời gian từ 1949 đến 1960. Đây cũng là thời điểm mà các Cup châu Âu được sáng lập. Báo chí Anh tung hô Wolves là "Champions of the World" sau những chiến thắng của họ trước các CLB hàng đầu châu Âu và thế giới như Nam Phi, Racing, Spartak Moscow, và Honvéd cùng một số CLB khác.
Sau thời hoàng kim của Stan Cullis, Wolves có dấu hiệu đi xuống mặc dù họ đã lọt vào chung kết UEFA Cup năm 1972 và đối đầu với Tottenham Hotspur, và giành League Cup vào năm 1974 dưới thời HLV Bill McGarry và một lần nữa vào năm 1980 dưới thời HLV John Barnwell. Tuy nhiên, bước vào đầu thập niên 80, Wolves rơi vào cuộc khủng hoảng trầm trọng và rơi liên tiếp từ First Divison (Hạng nhất) xuống Fourth Division (Hạng tư) năm 1986. Tuy vậy Wolves đã hồi sinh ngay lập tức khi thăng hai hạng liên tiếp vào năm 1988, 1989 dưới thời HLV Graham Turner cùng huyền thoại Steve Bull, người ghi nhiều bàn thắng nhất trong lịch sử CLB. Wolves còn vô địch Shepra Van Trophy (giải đấu tương đương Football League Trophy ngày nay) vào năm 1988. Năm 2003 Wolves lần đầu tiên được thi đấu tại Premier League dưới thời HLV Glenn Hoddle nhưng chỉ được một mùa giải họ đã lập tức phải xuống hạng. Phải tới khi Mick McCarthy lên năm quyền, Bầy Sói mới trở lại được hạng đấu cao nhất của bóng đá xứ sở sương mù tại mùa giải 2009-10. Đến cuối mùa 2011-12, Wolves đã nhận tấm vé xuống hạng sau 3 mùa ở Premier League. Mùa 2012-13, Wolves thi đấu bết bát ở giải hạng nhất Anh và tiếp tục nhận vé xuống hạng nhì. Mùa 2013-14, Wolves vô địch giải hạng nhì Football League One và thăng lại hạng nhất. Đến mùa giải 2017-18 cùng sự xuất hiện của HLV Nuno Espírito Santo, CLB thi đấu thăng hoa và xuất sắc giành ngôi vị cao nhất của giải Hạng nhất Anh, để rồi sau đó quay trở lại Premier League sau 6 năm vắng bóng.
Cuối mùa giải 2020/21, Wolves đã chia tay với HLV Nuno Espírito Santo sau 4 năm gắn bó, sau đó bổ nhiệm Bruno Lage làm HLV trưởng mới của đội từ mùa giải 2021/22.

## Sân vận động

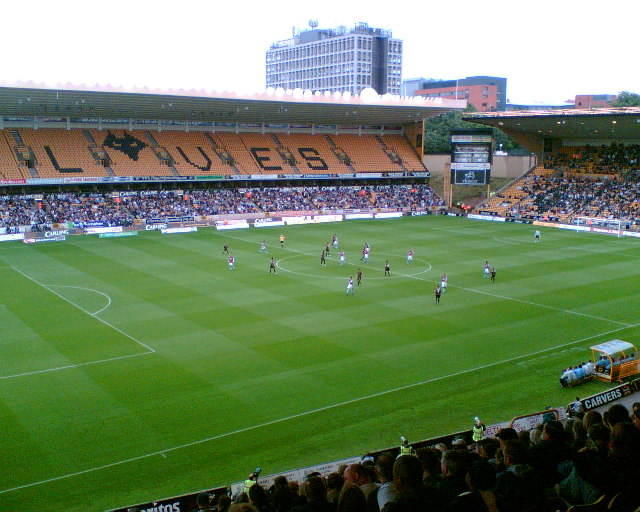
Sân vận động Molineux

Wolverhampton Wanderers đã chơi tại Molineux, Whitmore Reans, kể từ năm 1889. SVĐ trước đây của CLB nằm tại vùng Blakenhall, và mặc dù không còn dấu hiệu của mặt sân nữa nhưng một con đường gần đó vẫn được gọi là Wanderers Avenue. Tên Molineux bắt nguồn từ Benjamin Molineux, một thương gia địa phương. Khu đất của ông sau này đã được sử dụng để xây nhiều cơ sở giải trí cho cộng đồng. Nhà máy bia Northampton đã mua lại mảnh đất đó vào năm 1889. Sau đó họ đã cho câu lạc bộ bóng đá của thành phố thuê nó để sử dụng làm sân nhà vào năm 1889. Sau khi cải tạo lại SVĐ, trận đấu đầu tiên trên sân đã được tổ chức vào ngày 7 tháng 9 năm 1889. Năm 1953, sân vận động đã trở thành một trong những sân đầu tiên được cài đặt bóng đèn pha, với chi phí ước tính khoảng 10000 bảng. Trận đấu đầu tiên của Câu lạc bộ được tổ chức vào ngày 30 tháng 9 năm 1953, khi Wolves giành chiến thắng 3-1 trước Nam Phi. Việc bổ sung các bóng đèn pha đã giúp cho Molineux trở thành nơi để tổ chức một loạt các giao hữu giữa tuần với các đội từ khắp nơi trên thế giới. Trong những ngày trước khi hình thành các Cup châu Âu và các cuộc thi câu lạc bộ quốc tế, các trận đấu được đánh giá có chất lượng cao với nhiều khán giả và sự quan tâm đến từ đài BBC khi họ thường truyền hình trực tiếp sự kiện tại đó. Khán dài phía nam cũ tại Molineux cũng là khán đài lớn thứ hai trong lịch sử chỉ sau Holte End của Aston Villa, cả hai đều thường xuyên có các đám đông vượt quá 30.000 người.Vào những năm 1991-1993, SVĐ được phát triển hiện đại, với sức chứa khoảng 29.303 (778 chỗ ngồi tạm thời).

## Cầu thủ

### Đội hình hiện tại
Tính đến 31 tháng 8 năm 2024
Ghi chú: Quốc kỳ chỉ đội tuyển quốc gia được xác định rõ trong điều lệ tư cách FIFA. Các cầu thủ có thể giữ hơn một quốc tịch ngoài FIFA.
| Số | VT | Quốc gia         | Cầu thủ                                   |
| -- | -- | ---------------- | ----------------------------------------- |
| 1  | TM | Bồ Đào Nha       | José Sá                                   |
| 2  | HV | Cộng hòa Ireland | Matt Doherty                              |
| 3  | HV | Algérie          | Rayan Aït-Nouri                           |
| 4  | HV | Uruguay          | Santiago Bueno                            |
| 5  | TV | Gabon            | Mario Lemina (đội trưởng)                 |
| 6  | TV | Mali             | Boubacar Traoré                           |
| 7  | TV | Brasil           | André                                     |
| 8  | TV | Brasil           | João Gomes                                |
| 9  | TĐ | Na Uy            | Jørgen Strand Larsen (mượn từ Celta Vigo) |
| 10 | TV | Bồ Đào Nha       | Daniel Podence                            |
| 11 | TĐ | Hàn Quốc         | Hwang Hee-chan                            |
| 12 | TĐ | Brasil           | Matheus Cunha                             |
| 14 | HV | Colombia         | Yerson Mosquera                           |
| 15 | HV | Anh              | Craig Dawson                              |
| 18 | TĐ | Áo               | Saša Kalajdžić                            |

| Số | VT | Quốc gia    | Cầu thủ                     |
| -- | -- | ----------- | --------------------------- |
| 19 | TĐ | Bồ Đào Nha  | Rodrigo Gomes               |
| 20 | TV | Anh         | Tommy Doyle                 |
| 21 | TV | Tây Ban Nha | Pablo Sarabia               |
| 22 | HV | Bồ Đào Nha  | Nélson Semedo               |
| 24 | HV | Bồ Đào Nha  | Toti                        |
| 25 | TM | Anh         | Daniel Bentley              |
| 26 | TĐ | Bồ Đào Nha  | Carlos Forbs (mượn từ Ajax) |
| 27 | TV | Pháp        | Jean-Ricner Bellegarde      |
| 29 | TĐ | Bồ Đào Nha  | Gonçalo Guedes              |
| 30 | TĐ | Paraguay    | Enso González               |
| 31 | TM | Anh         | Sam Johnstone               |
| 34 | TV | Anh         | Luke Cundle                 |
| 37 | HV | Brasil      | Pedro Lima                  |
| 40 | TM | Wales       | Tom King                    |
| -  | HV | Pháp        | Bastien Meupiyou            |

### Cầu thủ cho mượn
Ghi chú: Quốc kỳ chỉ đội tuyển quốc gia được xác định rõ trong điều lệ tư cách FIFA. Các cầu thủ có thể giữ hơn một quốc tịch ngoài FIFA.
| Số | VT | Quốc gia               | Cầu thủ                                                            |
| -- | -- | ---------------------- | ------------------------------------------------------------------ |
| 17 | HV | Tây Ban Nha            | Hugo Bueno (tại Feyenoord đến ngày 30 tháng 6 năm 2025)            |
| 23 | TĐ | Bồ Đào Nha             | Chiquinho (tại Mallorca đến ngày 30 tháng 6 năm 2025)              |
| 28 | TV | Zimbabwe               | Tawanda Chirewa (tại Derby County đến ngày 30 tháng 6 năm 2025)    |
| 32 | TV | Cộng hòa Ireland       | Joe Hodge (tại Huddersfield Town đến ngày 30 tháng 6 năm 2025)     |
| 35 | HV | Hà Lan                 | Ki-Jana Hoever (tại Auxerre đến ngày 30 tháng 6 năm 2025)          |
| 56 | HV | Hà Lan                 | Nigel Lonwijk (tại Huddersfield Town đến ngày 30 tháng 6 năm 2025) |
| 63 | TĐ | Cộng hòa Ireland       | Nathan Fraser (tại Zulte Waregem đến ngày 30 tháng 6 năm 2025)     |
| 77 | TV | Wales                  | Chem Campbell (tại Reading đến tháng 1 năm 2025)                   |
| 87 | TĐ | Jamaica                | Tyler Roberts (tại Fylde đến tháng 1 năm 2025)                     |
| —  | HV | Cộng hòa Dân chủ Congo | Marwin Kaleta (tại Motherwell đến ngày 30 tháng 6 năm 2025)        |
| —  | TĐ | Bồ Đào Nha             | Fábio Silva (tại Las Palmas đến ngày 30 tháng 6 năm 2025)          |

## Thành tích

### League
- Giải bóng đá quốc gia/ Premier League (Tier 1): 3 lần
  - 1953-54, 1957-58, 1958-59.
- Giải hạng nhất Anh (Tier 2): 4 lần
  - 1931-32, 1976-77, 2009-2010, 2017-2018
- Giải hạng nhì Anh (Tier 3): 3 lần
  - 1923-24 (miền Bắc), 1988-89, 2013-14
- Giải hạng ba Anh (Tier 4): 1 lần
  - 1987-88

### Cup
- Cúp FA: 4 lần
  - 1893, 1908, 1949, 1960.
- Cúp liên đoàn Anh: 2 lần
  - 1974, 1980.
- Siêu cúp Anh: 4 lần
  - 1949, 1954, 1959, 1960
- UEFA Cup: hạng nhì
  - 1972
- Football League Trophy: 1 lần
  - 1988
- Texaco Cup: 1 lần
  - 1971
- Football League Cup: 1 lần
  - 1942
- FA Youth Cup: 1 lần
  - 1958
- Liên đoàn Trung ương: 6 lần
  - 1931-1932, 1950-1951, 1951-1952, 1952-1953, 1957-1958, 1958-1959
- Premier League Asia Trophy: 1 lần
  - 2019

## Lịch sử hạng đấu
Wolverhampton Wanderers là một trong những thành viên sáng lập của Football League vào năm 1888. Mùa giải 2022-23 là mùa giải thứ 124 của Wolves ở một giải đấu thuộc hệ thống Football League. Wolves đã có 117 mùa giải thi đấu ở 2 hạng đấu cao nhất của bóng đá Anh cho đến thời điểm này. Đội bóng có 4 giai đoạn chơi bóng ở hạng thứ 3 nhưng chúng đều chỉ kéo dài trong một mùa giải, Wolves giành quyền thăng hạng lên hạng hai ở 3 trong số 4 mùa giải đó, và phải xuống hạng 4 ở mùa còn lại. Wolves đã có 2 mùa giải chơi ở giải hạng 4 trong thập niên 80.
| - 1888–1906 Hạng nhất - 1906–1923 Hạng nhì - 1923–1924 Hạng ba - miền Bắc - 1924–1932 Hạng nhì - 1932–1965 Hạng nhất - 1965–1967 Hạng nhì | - 1967–1976 Hạng nhất - 1976–1977 Hạng nhì - 1977–1982 Hạng nhất - 1982–1983 Hạng nhì - 1983–1984 Hạng nhất - 1984–1985 Hạng nhì | - 1985–1986 Hạng ba - 1986–1988 Hạng tư - 1988–1989 Hạng ba - 1989–2003 Hạng nhì/Hạng nhất (Tier 2) - 2003–2004 Premier League - 2004–2009 Championship - 2009–2012 Premier League - 2012–2013 Championship - 2013–2014 League One | - 2014–2018 Championship - 2018– Premier League |

| - Tổng số mùa giải thi đấu ở hạng đấu cao nhất: 69 (có tính mùa 2023–24) - Tổng số mùa giải thi đấu ở hạng nhì: 50 - Tổng số mùa giải thi đấu ở hạng ba: 4 - Tổng số mùa giải thi đấu ở hạng tư: 2 |

| - Quãng thời gian dài nhất thi đấu liên tục ở hạng nhất: 26 (1932–1965; các giải đấu bị tãm hoãn từ 1939-46 do Chiến tranh Thế giới lần thứ 2) - Quãng thời gian dài nhất thi đấu liên tục ở hạng nhì: 14 (1989–2003) - Quãng thời gian dài nhất thi đấu liên tục ở hạng ba: 1 (1923–24; 1985–86; 1988–89; 2013–14) - Quãng thời gian dài nhất thi đấu liên tục ở hạng tư: 2 (1986–1988) |

## Lịch sử các huấn luyện viên
| - George Worrall: 1877-1885 - Jake Addenbrooke: 1885-1922 - George Jobey: 1922-1924 - Bert Hoskins: 1924-1926 - Fred Scotchbrook: 1926-1927 - Frank Buckey: 1927-1944 - Ted Vizard: 1944-1948 - Stan Cullis: 1948-1964 - Andy Beattie: 1964-1965 - Ronnie Allen: 1965-1968 - Bill McGarry: 1968-1976 - Cyril Chung: 1976-1978 - John Barnwell: 1978-1982 - Ian Greeves: 1982 - Graham Hawkins: 1982-1984 | - Tommy Docherty: 1984-1985 - Bill McGarry: 1985 - Sammy Chapman: 1985-1986 - Brian Little: 1986 - Graham Turner: 1986-1994 - Graham Taylor: 1994-1995 - Bobby Downes: 1995 - Mark McGhee: 1995-1998 - Colin Lee: 1998-2000 - John Ward: 2000-2001 - Dave Jones: 2001-2004 - Glenn Hoddle: 2004-2006 - Mick McCarthy: 2006-2012 - Terry Connor: 2012 - Ståle Solbakken: 2012-2013 | - Dean Saunders: 2013 - Kenny Jackett: 2013-2016 - Walter Zenga: 2016 - Rob Edwards: 2016 - Paul Lambert: 2016-2017 - Nuno Espírito Santo: 2017-2021 - Bruno Lage: 2021-2022 - Steve Davis và James Collins: 2022 - Julen Lopetegui: 2022–2023 - Gary O'Neil: 2023-nay |

## Kình địch và Cổ động viên

### Kình địch
Đại kình địch của Wolves là đối thủ ở cùng khu vực Black Country, West Bromwich Albion. Hai đội đã cạnh tranh quyết liệt với nhau kể từ khi các giải đấu bóng đá xuất hiện vào cuối thế kỉ 19. Wolves cũng có một kình địch khác ở cùng khu vực là Walsall, nhưng vì đội bóng này thường xuyên ngụp lặn ở các giải hạng dưới nên không có nhiều cơ hội để hai đội chạm trán với nhau, Wolves đã thắng 3-0 trong lần gần nhất gặp nhau vào năm 2014.
Ngoài ra, Aston Villa và Birmingham City cũng có thể coi là những kình địch của Wolves, cả ba đội đều nằm ở khu vực Tây Midlands và khoảng cách địa lý giữa họ cũng không xa là bao.

### Cổ động viên
Wolves không chỉ có những cổ động viên ở Anh, họ còn có các hội cổ động viên lớn ở các nước trên thế giới như Úc, Mỹ, Thụy Điển, Tây Ban Nha, Đức, Cộng hòa Ireland, Malta, Iceland, Na Uy, Việt Nam và Thái Lan.